# Hà Hồng Loan
Hà Hồng Loan [?] (tiếng Anh: Eric Peter Ho, 1927-2015) là cựu quan chức chính phủ Hồng Kông, ông trở thành Thự trưởng Thự Dân chính đầu tiên vào năm 1973, được thăng chức lên Cục Lao động và Phúc lợi Hồng Kông năm 1977 và trở thành Bộ trưởng Thương mại và Công nghiệp năm 1983. Ông cũng từng là nghị viên chính thức của Hội đồng Điều hành và Lập pháp.
Sau khi rút khỏi chính phủ Hồng Kông năm 1987, ông ngay lập tức trở thành chủ tịch của Ủy ban Dịch vụ dân sự. Sau khi rời văn phòng năm 1991, gia đình ông chuyển đến Vương quốc Anh.
Hà Hồng Loan tốt nghiệp Đại học Hồng Kông và gia nhập Chính phủ Hồng Kông với tư cách là giám định viên năm 1954，năm 1957 chuyển sang làm quan học sinh (官學生, tiền thân của cán bộ hành chính). Trong những năm đầu tiên, ông là Trợ lý Giám đốc Sở Nông nghiệp và Thủy sản và phó giám đốc phòng quản lý công nghiệp.
Hà Hồng Loan là cán bộ hành chính người Trung Quốc hiếm hoi trong những năm đầu sau Thế chiến thứ II.
Trong nhiệm kỳ của thành Thự trưởng Thự Dân chính, ông chịu trách nhiệm giúp Thống đốc Sir MacLehose thúc đẩy cải cách phúc lợi xã hội và tham gia xử lý sự kiện trường trung học Kim Hi (金禧事件) lạm thu học phí năm 1977, Sau đó, ông làm việc trong Bộ Công Thương ngoài việc xử lý hạn ngạch thương mại và các vấn đề thương mại và công nghiệp khác，thành viên của phía Anh trong Nhóm Liên lạc Trung-Anh từ năm 1985.

## Tiểu sử

### Thời niên thiếu
Hà Hồng Loan sinh ra ở Hồng Kông vào ngày 30 tháng 12 năm 1927, có hai anh trai và hai chị gái, và ông là người nhỏ nhất trong gia đình. Ông nội là Hà Khải Phúc, em trai của nhà tư sản Hà Đông, gia tộc nắm giữ chức vụ chức vụ cao tại Jardine Matheson, nghị viên không chính thức của Hội đồng Lập pháp.
Cha là Hà Thế Kỳ (何世奇), con trai út của ông Hà Khải Phúc và mẹ là La Xảo Trinh (羅巧貞, Doris Lo), con gái của La Trường Triệu, em gái của luật sư La Văn Cẩm. Ngoài ra, trùm sòng bạc Ma Cao Hà Hồng Sân nổi tiếng với danh hiệu "vua cờ bạc", là anh họ của Hà Hồng Loan.
Hà Hồng Loan theo học trung học St. Joseph's College từ năm 1934 đến 1941 và bị buộc phải tạm dừng việc học vào năm 1941 do sự bùng nổ của Chiến tranh Thái Bình Dương và chiếm đóng Hồng Kông.
Sau chiến tranh, ông theo học dự bị đại học tại trường nam sinh Wah Yan College, Hồng Kông, cùng năm đó được nhận vào Đại học Hồng Kông theo diện Học bổng Chính phủ Hồng Kông và bắt đầu tiếp tục các lớp học chuyên ngành kinh tế, tốt nghiệp cử nhân danh dự vào năm 1950.
Ngoài ra, ông còn gia nhập Lực lượng phòng vệ tình nguyện Hồng Kông năm 1948 (đổi tên thành "Lực lượng phòng vệ tình nguyện hoàng gia Hồng Kông" và "Quân đoàn hoàng gia Hồng Kông (đội quân tình nguyện)" lần lượt vào năm 1951 và 1970), rồi được chuyển đến quân hậu bị (dự phòng), xuất ngũ vào tháng 4 năm 1973.

## Sự nghiệp

### Công việc trong chính phủ
Ông hy vọng gia nhập quan học sinh Hồng Kông (tức là tiền thân của Nhân viên hành chính), thông thạo tiếng Trung và tiếng Anh và có bằng kế toán, nhưng vị trí quan học sinh chính thức từ lâu đã thuốc về người Anh, chỉ có một người Trung Quốc là Từ Gia Tường (徐家祥) được tuyển dụng vào năm 1948. Kết quả là người có gốc lai Âu Á như Hà Hồng Loan đã không thực hiện được mong muốn của mình. Trước khi tốt nghiệp đại học, hãng bảo hiểm Manulife Financial sẵn sàng tuyển Hà Hồng Loan làm nhân viên bán bảo hiểm nhưng ông không chấp nhận. Thay vào đó, ông tham gia khóa đào tạo phúc lợi thuộc địa năm 1950 và được chỉ định đến trụ sở của Văn phòng Thuế vụ Anh tại Luân Đôn để được đào tạo ba năm, đồng thời làm thanh tra thuế ở vị trí cấp dưới.
Năm 1954 sau khi du học từ Anh về Hồng Kông，ông được chính phủ Hồng Kông thuê làm giám định viên. Tuy nhiên, người thanh tra thuế thuộc về các vị trí trung và thấp hơn của chính phủ và không yêu cầu bất kỳ bằng cấp chuyên môn nào. Ông thậm chí còn nói đùa rằng công việc này thường được trao cho một số lính Anh đã nghỉ hưu mà không có kiến thức chuyên môn, vì vậy ông không thấy hứng thú lắm. Tuy nhiên, điều này cũng trùng hợp với những nỗ lực của chính phủ Hồng Kông nhằm thúc đẩy các dịch vụ công trong những năm 1950, mở ra nhiều vị trí cao hơn như quan học sinh là người Trung Quốc, điều này mang lại cơ hội mới cho ứng viên trong kỳ thi công chức.
Sau khi làm giám định viên trong ba năm, Hà Hồng Loan cuối cùng được chính phủ Hồng Kông thuê làm chức quan học sinh cấp hai vào năm 1957, trở thành người Trung Quốc thứ tám từng làm nhân viên hành chính. Sau khi được bổ nhiệm quan học sinh, ban đầu Hà Hồng Loa giữ chức Trợ lý Bộ trưởng Nội vụ. Năm 1958, ông được bổ nhiệm làm Trợ lý Thư ký và Phó Thư ký Hội đồng Lập pháp Hồng Kông. Năm 1963, Hà Hồng Loan trở thành Trợ lý Bộ trưởng Tài chính, ngày 10 tháng 3 cùng năm, ông được ủy ban bổ nhiệm làm công lý hòa bình. Cho đến năm 1966, ông được bổ nhiệm làm trợ lý giám đốc của Bộ Nông nghiệp và Thủy sản cho đến năm 1968.
Năm 1968, Hà Hồng Loan được thăng cấp bậc quan chính vụ cấp C. Trong cùng năm đó, ông là trợ lý giám đốc của Cục quản lý công nghiệp và thương mại, và sớm được thăng chức thành phó giám đốc. Trong nhiệm kỳ của mình, ông là giám đốc của Văn phòng Quản lý Công nghiệp và Thương mại trong thời gian dài sáu tháng, đồng thời tạm thời là nghị viên chính thức của Hội đồng Lập pháp.
Năm 1973, Thống đốc Sir MacLehose tổ chức lại cơ cấu chính phủ và Cục Dân sự đã bổ sung Chi nhánh Dân sự, đứng đầu là Bộ trưởng Bộ Nội vụ, phòng ban Dân chính ban đầu được đổi tên thành Cục Nội vụ, thuộc Bộ Nội vụ, trưởng phòng Dân chính mới thành lập sẽ là người đứng đầu.
Khi bắt đầu thành lập Cục Nội vụ, cựu phó phòng dân sự Đam Bảo Thứ (湛保庶) được bổ nhiệm làm giám đốc đầu tiên vào ngày 3 tháng 9 năm 1973, nhưng sau hơn một tháng, Hà Hồng Loan tiếp quản vào ngày 15 tháng 10. Ông cũng là thành viên của Cơ quan Nhà ở Hồng Kông, Bộ trưởng Nội vụ Lê Đôn Nghĩa (黎敦義) là cấp trên. Năm sau, Hà Hồng Loan tiếp tục trở thành quan chính vụ cấp B, một viên chức hành chính cấp cao hiếm hoi của Chính phủ Hồng Kông.
Hà Hồng Loan được Chính phủ Hồng Kông gửi vào tháng 1 năm 1976 đến Học viện Quốc phòng Hoàng gia để đào tạo thêm nhằm chuẩn bị thăng tiến lên một vị trí cao hơn. Cuối năm đó, ông trở về Hồng Kông từ Vương quốc Anh với tư cách là Phó phòng xã hội, kế nhiệm Lý Phúc Cầu (李福逑) làm thư ký về các vấn đề xã hội và Ủy viên Hội đồng Lập pháp vào tháng 4 năm sau.
Năm 1977, một vụ bê bối giáo dục mang tên Kim Hi đã xảy ra ở Hồng Kông，khơi dậy cuộc tranh luận công khai, Thống đốc MacLehose đáp ứng yêu cầu xã hội, công bố thành lập Ủy ban điều tra sự cố trường trung học Kim Hi năm 1978，chủ trì bởi Giáo sư Hoàng Lệ Tùng (黃麗松), Chủ tịch Đại học Hồng Kông, các thành viên của ủy ban bao gồm các trợ lý của Viện Bách khoa Hồng Kông, trợ lý viện trưởng Lư Ảnh Văn (盧景文) và luật sư thực tập Hoàng Trần Thiến Như (黃陳善茹). Vào thời điểm đó, Hà Hồng Loan đã chọn nhân viên hành chính trẻ tuổi Hứa Sĩ Nhân (許仕仁) làm thư ký của ủy ban điều tra và giới thiệu với MacLehose. Tuy nhiên, MacLehose vẫn bảo lưu về khuyến nghị của bản thân, ngoài việc cảnh báo Hà Hồng Loan bên cạnh "lấy đầu ra đảm bảo ", Hà Hồng Loan sẽ chịu trách nhiệm cho bất kỳ xử lý không đúng. Do đó, Hứa Sĩ Nhân đã hỗ trợ thành công ủy ban để đưa ra một giải pháp được tất cả các bên chấp nhận, để vụ việc có thể được giải quyết thỏa đáng, và MacLehose đã để lại ấn tượng sâu sắc với anh ta.
Các công việc khác của Hà Hồng Loan bao gồm tham gia xây dựng và xuất bản "Đạt tới sách trắng về phúc lợi xã hội trong những năm 1980" (進入八十年代社會福利白皮書) năm 1979, đây là sách trắng phác thảo một kế hoạch chi tiết cho chính sách phúc lợi xã hội của những năm 1980, để xuất rằng các tổ chức phi chính phủ do chính phủ tài trợ cung cấp các dịch vụ phúc lợi xã hội ở cấp khu vực, Bộ Phúc lợi xã hội chịu trách nhiệm lập kế hoạch có trọng tâm, phối hợp, quản lý và chuẩn bị các chiến dịch công khai trên toàn lãnh thổ. Ngoài ra, Hà Hồng Loan cũng có kế hoạch xây dựng Bệnh viện Quỳ Dũng tại Quỳ Dũng (葵涌) và Sa Điền, Tân Giới.
Theo kế hoạch sau khi nghỉ hưu, bệnh viện Quỳ Dũng ban đầu được đặt tên là "Bệnh viện tâm thần Margaret". Tuy nhiên, có ý kiến cho rằng bệnh viện tâm thần không nên được liên kết với tên của các thành viên hoàng gia Anh, kết quả đã không được thông qua. Đối với Bệnh viện Prince of Wales, ban đầu nó được đề xuất đặt theo tên Vương nữ Anne, nhưng vì cách phát âm tương tự của từ "Annie" và "An Ninh", cuối cùng nó được coi là không may mắn và không được thông qua.
Trong nhiệm kỳ tại Sở Xã hội, Hà Hồng Loan đã nhiều lần được MacLehose đánh giá cao, ông không chỉ được thăng cấp bậc quan chính vụ hạng A năm 1978, Trong năm sau, ông được thăng cấp lên cấp cao nhất là Bố chánh ti thự. Năm 1981, ông được Tòa án Anh trao tặng Huân chương Đế quốc Anh công nhận thành tích trong chính phủ nhiều năm.